# Arandu
Arandu es un municipio brasileño del estado de São Paulo. Su población estimada en 2004 era de 6.293 habitantes.

## Toponimia
Arandu significa " nido del papagayo", que es un ave muy común en la región. 

## Historia
Consistía, inicialmente, en un pequeño núcleo urbano rodeado de propiedades rurales, formado en torno de una capilla construida en el terreno de la Hacienda Letreiro, donado, a su vez, en 1898, para el patrimonio de Nuestra Señora de la Boa Muerte. 
Fundación: 19 de marzo de 1964 (60 años)

## Geografía
- Área: 286,3 km²
- Altitud: 640 m s. n. m.
- Población: 6.344 (2005)
- Lat.: -23°08'05" (S)
- Lon.: -49°03'15" (W)

### Demografía
Dados do Censo - 2000
Población total: 6.065
- Urbana: 4.022
- Rural: 2.043
  - Hombres: 3.085
  - Mujeres: 2.980

Densidad demográfica (hab./km²): 21,18
Mortalidad infantil hasta 1 año (por mil): 23,82
Expectativa de vida (años): 67,45
Tasa de fecundidad (hijos por mujer): 2,72
Tasa de alfabetización: 87,12%
Índice de Desarrollo Humano (IDH-M): 0,731
- IDH-M Salario: 0,652
- IDH-M Longevidad: 0,708
- IDH-M Educación: 0,833

(Fuente: IPEADATA)

### Hidrografía
- Río Paranapanema

### Transporte
- Aeropuerto de Arandu (asfaltado)
- Empresa de Ómnibus Manoel Rodrigues

### Carreteras
- SP-245

## Administración
- Prefecto (2004/2008): Paulo Sergio Guerso - PTB
- Presidente de la Cámara: Ricardo Jabali - PPS

## Galería de fotos

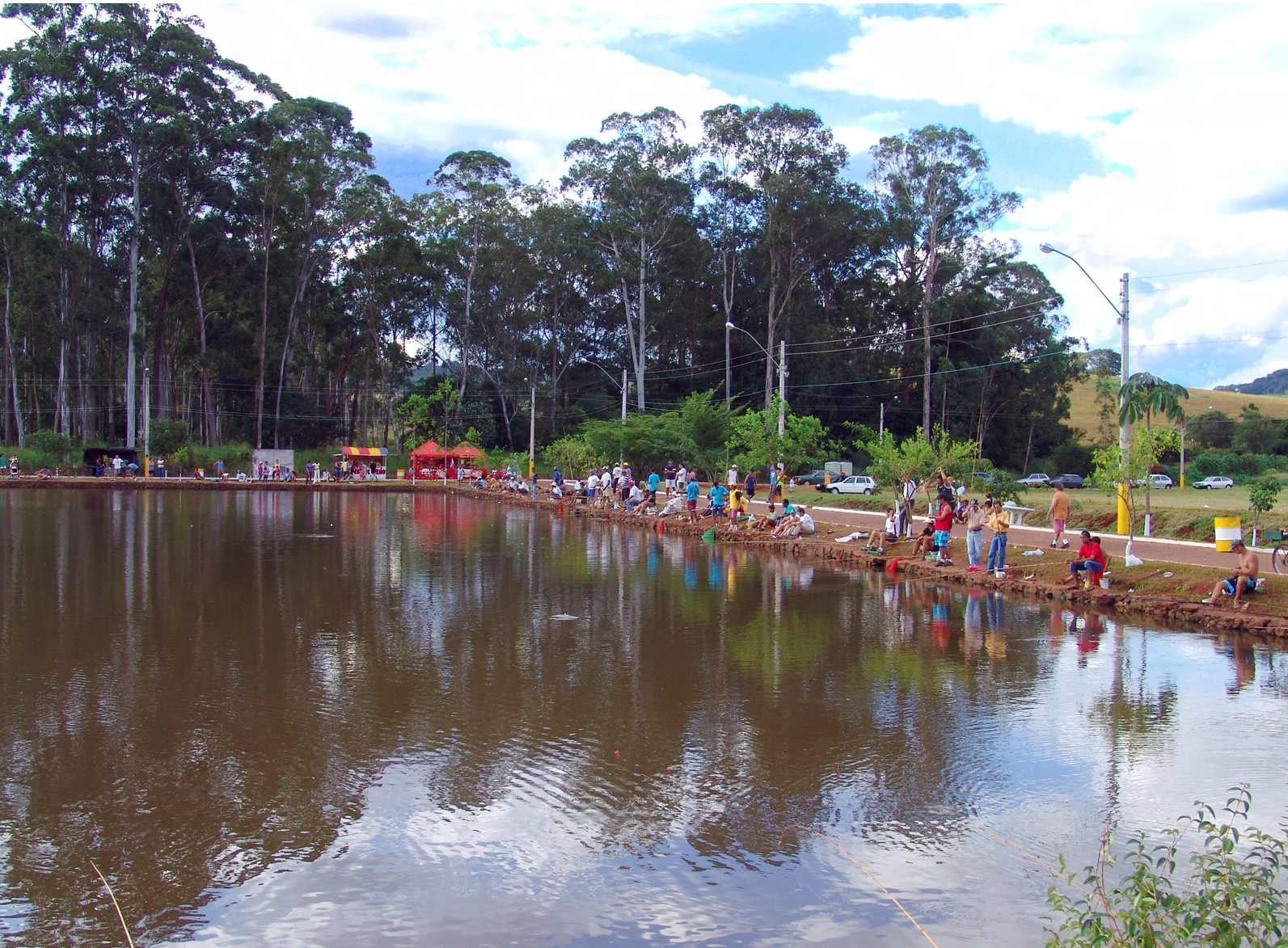
Campeonato de pesca en el lago barrio central
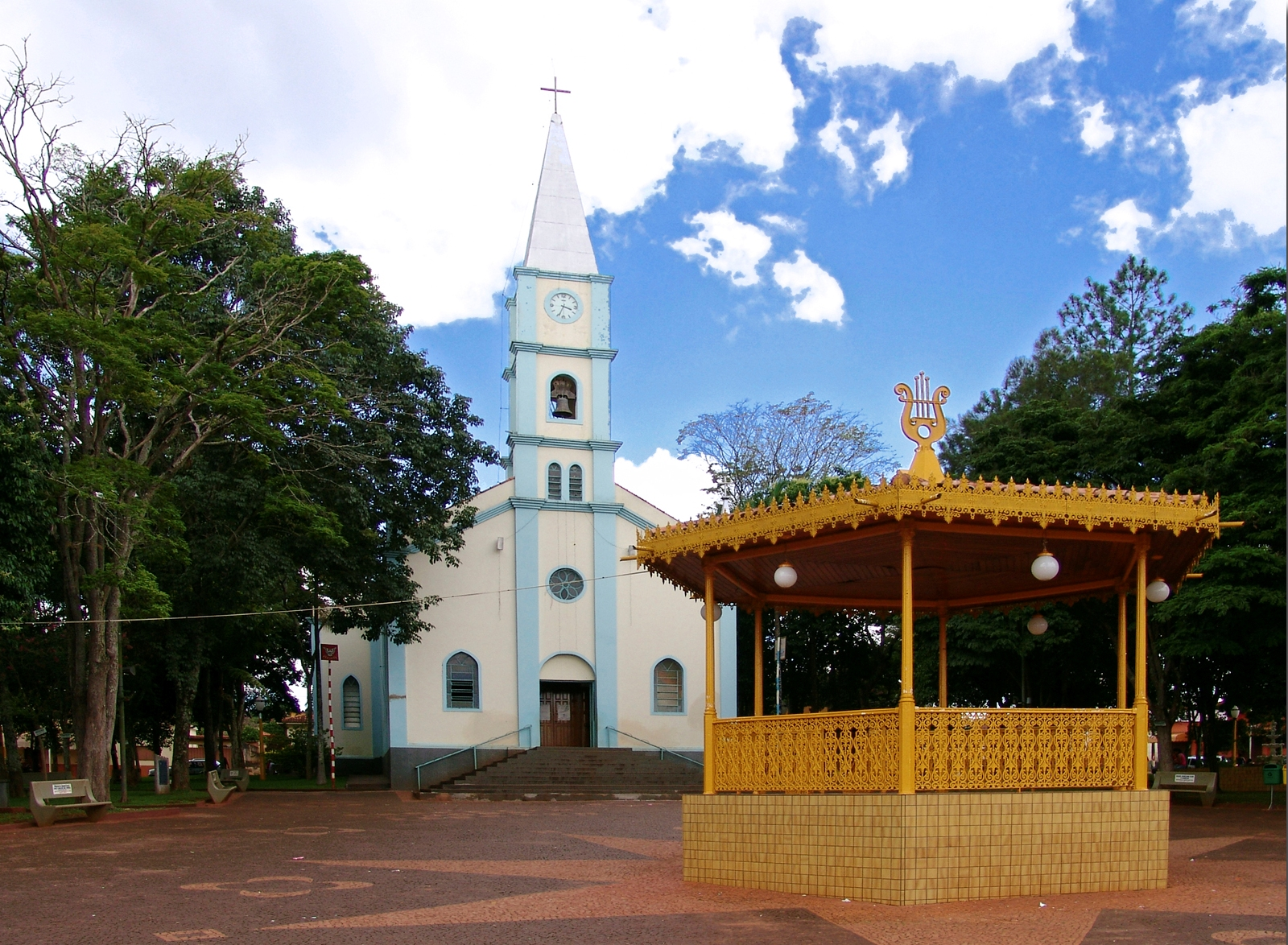
Iglesia Nuestra Señora de la Boa Muerte - plaza principal
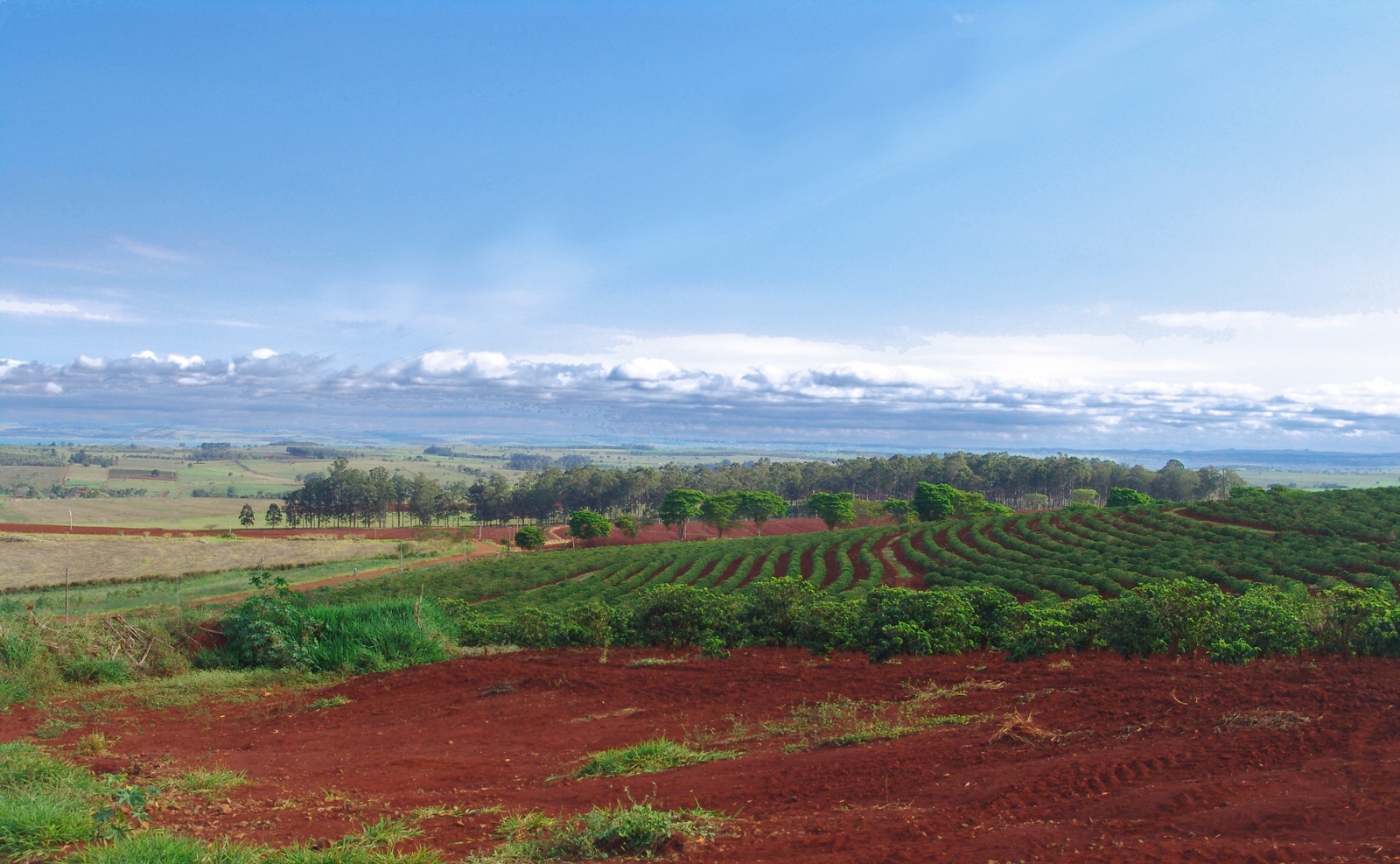
Hacienda de Letreiro - cafeizal
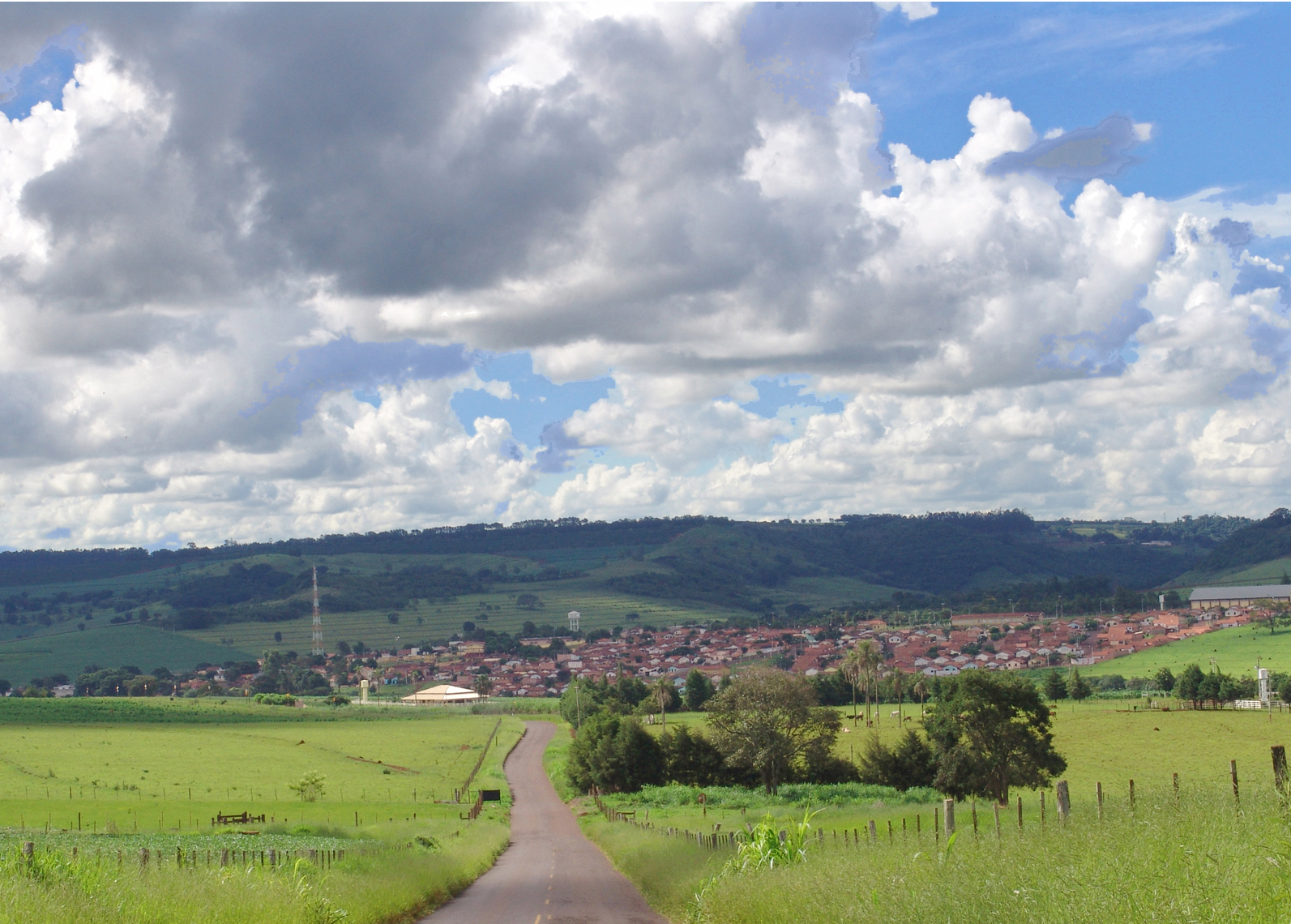
Vista en dirección Oeste
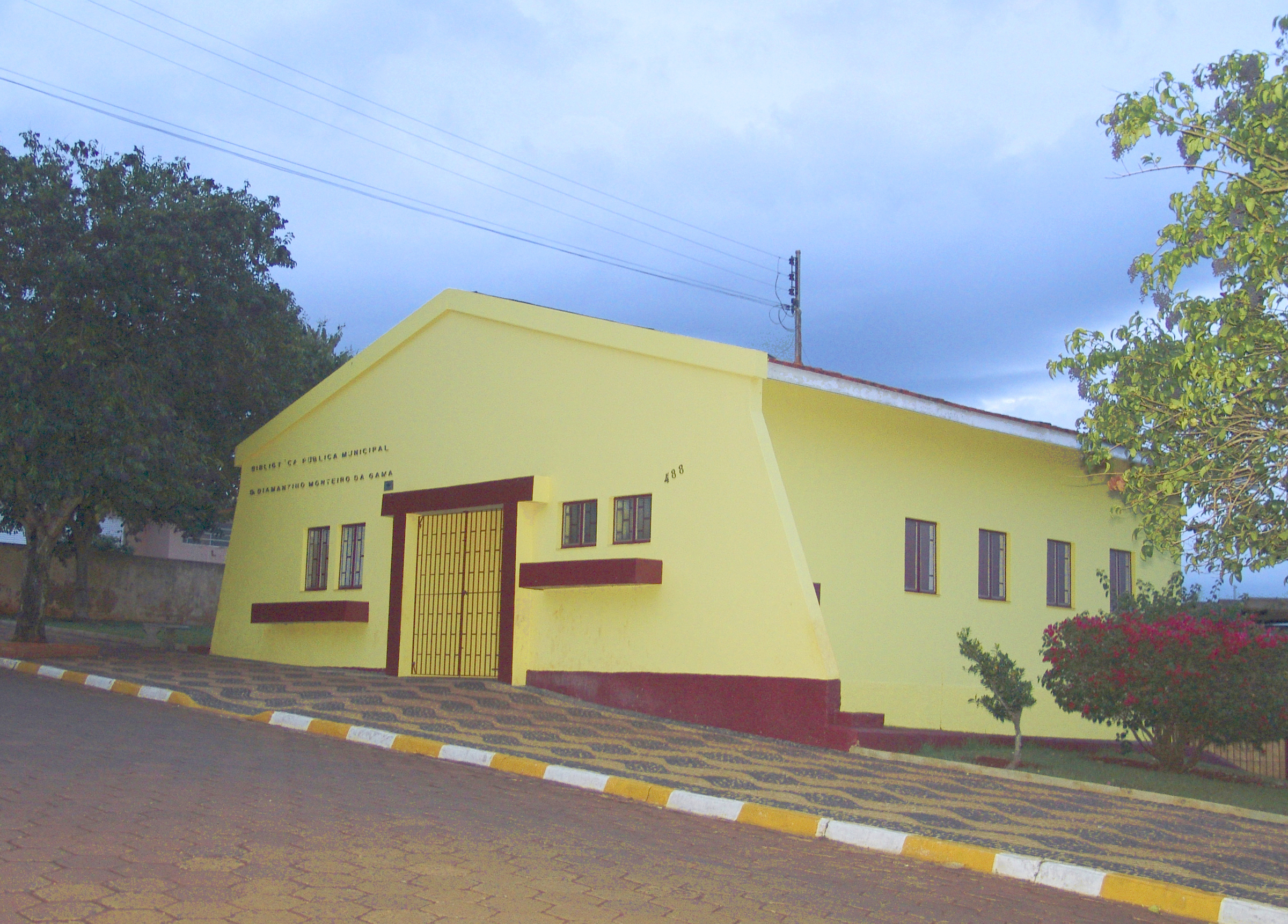
Biblioteca municipal
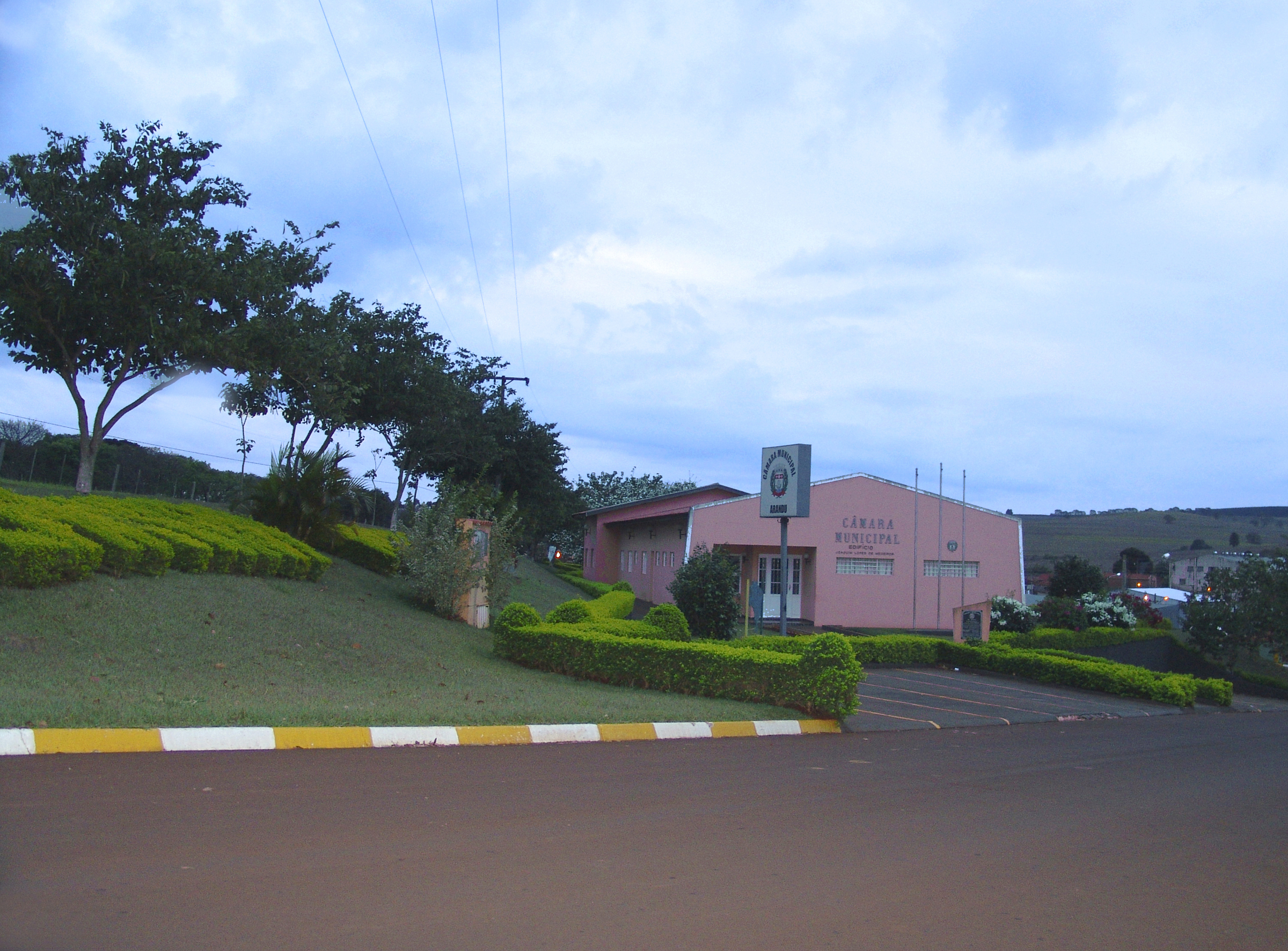
Cámara Municipal
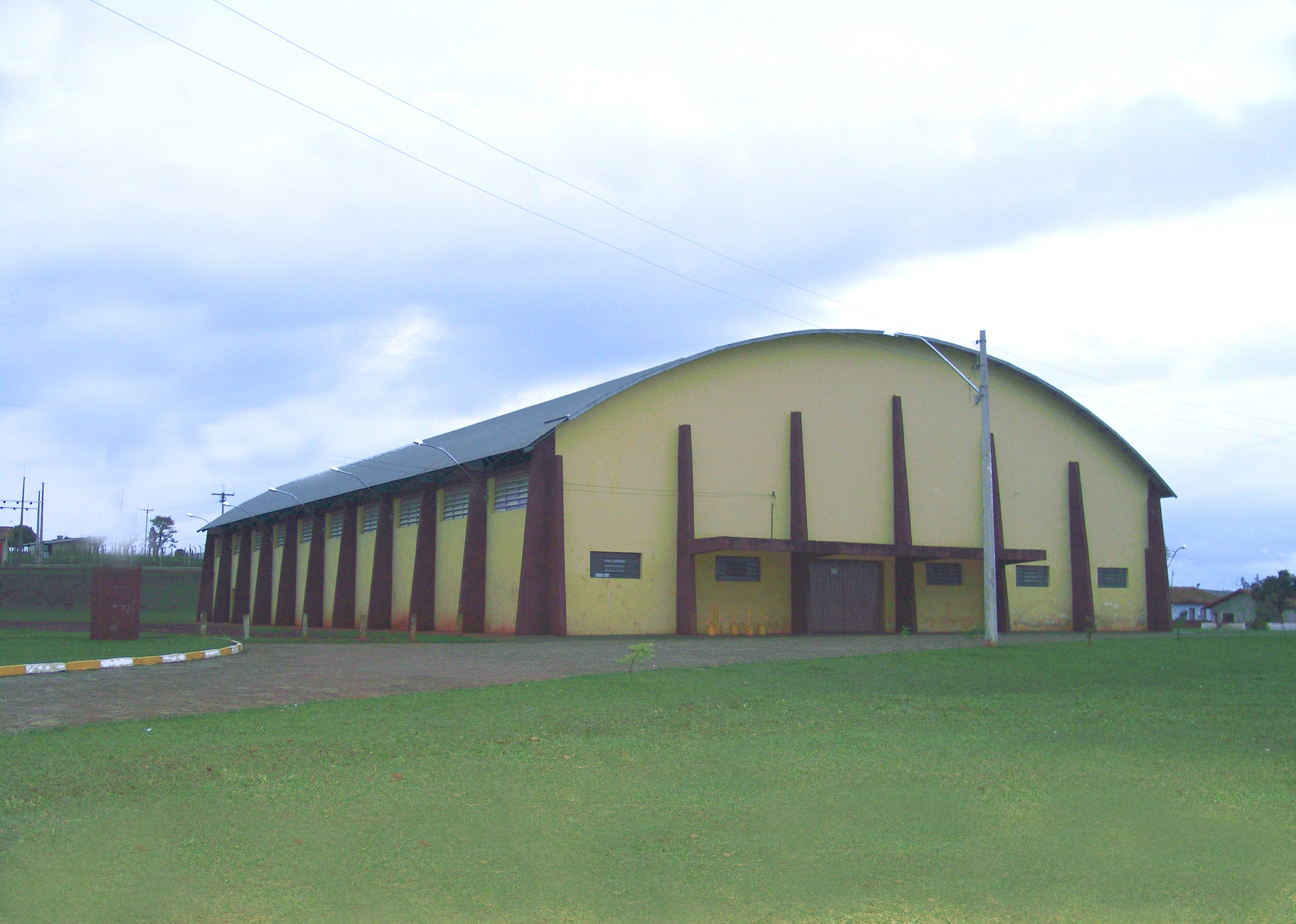
Gimnasio de deportes